# Netsukuku
Netsukuku (англ. Networked Electronic Technician Skilled in Ultimate Killing, Utility and Kamikaze Uplinking) — назва експериментальної однорангової системи маршрутизації між вузлами, створеної для побудови розподіленої, анонімної, відмовостійкої, непідвладної цензурі мережі, відокремленої від Інтернету, без центральних серверів, DNS, незалежної від Інтернет-провайдерів та державного контролю, з мінімальним споживанням ресурсів процесора та пам'яті.

## Історія
Netsukuku розроблено Andrea Lo Pumo і лабораторією FreakNet MediaLab у 2005 році.
Станом на грудень 2011 року, останню теоретичну роботу з Netsukuku можна знайти в магістерській дисертації автора «Масштабовані комірчасті мережі та проблема балансування адресного простору». У наступному описі розглядаються лише основні концепції теорії.

## Концепція
Netsukuku народилася з ідеї створення чистої мережі, яка б організовувала та підтримувала себе автономно і виживала, пристосовуючись до змін у мережевих зв'язках. Використання певних математичних теорій хаосу з фрактальними алгоритмами, що є однією з особливостей Netsukuku, дозволяє створити розподілену, нецентралізовану, анархічну, анонімну, стійку до цензури і, зрештою, повністю незалежну локальну мережу. Мета Netsukuku — надавати можливість будь-кому, будь-де і будь-коли миттєво підключатися до Інтернету без необхідності проходити бюрократичні перевірки чи підписувати контракти.

## Огляд мережі
Кожен комп'ютер в мережі діє як маршрутизатор, який пересилає інформацію до всіх інших вузлів мережі. IP-адреса, яка ідентифікує комп'ютер користувача, обирається випадково і є унікальною (будь-які «зіткнення» IP-адрес будуть вирішуватися як в геш-таблиці), тому IP-номер не буде пов'язаний з точним фізичним розташуванням (сервером користувача), а маршрути, сформовані величезною кількістю вузлів, зазвичай настільки складні і щільні, що не дозволяють «відстежувати» певний вузол через складність і випадковість механізму атрибуції IP-адрес. Швидкість передачі даних обмежується лише поточною технологією PCI-карт або мережевих пристроїв.
Щоб вирішити обчислювальну задачу і запам'ятати всі шляхи усіх 2 128 вузлів мережі, Netsukuku використовує експериментальний метаалгоритм маршрутизації, математичну теорію хаосу і фрактальні алгоритми, щоб уникнути високого споживання обчислювальної потужності і зберегти карту всієї мережі невеликою (стабільно менше 2 кілобайт).

## Специфікація
Netsukuku використовує власний протокол маршрутизації під назвою QSPN (Quantum Shortest Path Netsuku), який не обтяжує обчислювальні потужності кожного вузла. Протокол має ієрархічну структуру і базується на тому, що вузли не є мобільними і що структура мережі не змінюється швидко, оскільки може пройти кілька хвилин, перш ніж буде розповсюджено зміну в мережі. 256 вузлів об'єднуються в node (node group), 256 вузлів об'єднуються в ggnode (node group), 256 ggnode об'єднуються в gggnode і так далі. Вузол, який щойно приєднався до мережі, може одразу ж обмінюватись даними: Netsukuku адаптується автоматично, а всі інші вузли дізнаються найшвидші та найефективніші маршрути зв'язку з новачком. У Netsukuku жоден вузол не має більше привілеїв чи обмежень, ніж інші вузли.
Система доменних імен (DNS) в Netsukuku замінена децентралізованою, розподіленою системою під назвою ANDNA (A Netsukuku Domain Name Architecture). База даних ANDNA вбудована в систему Netsukuku, тому кожен вузол містить базу даних, яка займає максимум 355 кілобайт пам'яті. Спрощено, ANDNA працює наступним чином: щоб вирішити обчислювальну задачу з символічним ім'ям, хост застосовує функцію Hash від імені. Функція Hash повертає адресу, за якою хост звертається до вузла з проханням надати дозвіл, згенерований хешем. Вузол, до якого звернулися, отримує запит, шукає у своїй базі даних ANDNA адресу, пов'язану з іменем, і повертає її хосту-заявнику. Запис відбувається аналогічним чином. Наприклад, припустимо, що вузол X повинен записати адресу FreakNet.andna, X обчислює хеш-ім'я і отримує адресу 11.22.33.44, пов'язану з вузлом Y. Вузол X звертається до Y з вимогою зареєструвати хеш 11.22.33.44 як свій власний. Y зберігає запит у своїй базі даних, і на будь-який запит на розкриття хешу 11.22.33.44 відповідатиме адресою X.

### Архітектура інтернет-домену Netsukuku
```
            
	    Nodo X
      ip: 123.123.123.123
      hash( hostname: "FreakNet.andna" ) == 11.22.33.44
					   ||
					   ||
					 Nodo Y
				     ip: 11.22.33.44
			   {	[ FreakNet.andna nel database del nodo Y ]    }
			   {hash_11.22.33.44 ---> 123.123.123.123}

```

Очевидно, що протокол є більш складним, оскільки система надає публічний/приватний ключ для аутентифікації хостів і запобігання несанкціонованим змінам в базі даних ANDNA. Крім того, протокол передбачає резервування бази даних, щоб зробити протокол стійким до можливих збоїв, а також передбачає міграцію бази даних у разі зміни топології мережі. Протокол не передбачає можливості відкликання символічного імені, яке просто видаляється з бази даних після певного періоду неактивності (наразі 3 дні). Протокол також не дозволяє одному хосту реєструвати надмірну кількість символічних імен (наразі 256 імен), щоб запобігти накопиченню спамерами великої кількості загальновживаних термінів або здійсненню кіберсквотингу.

## Застосування
Mesh-мережа Netsuku може бути побудована з використанням компонентів існуючої мережевої інфраструктури (наприклад, Wi-Fi).
Метою мережі Netsukuku є реалізація інфраструктури, яка, не покладаючись на звичайну інфраструктуру Інтернету, була б дешевшою і незалежнішою, ніж нинішній Інтернет, щоб користувачі, які не в змозі платити регулярну плату інтернет-провайдерам, також могли отримувати доступ до мережі. Розробники мережі вважають, що вони можуть реалізувати цю паралельну мережу, значною мірою покладаючись на майбутні покоління бездротових мереж, які, з радіусом дії в кілька кілометрів, дозволять розгорнути мережу Netsukuku. Однак на початковому етапі розробники мають намір покладатися на поточну інфраструктуру Інтернету для тестування мережі.
Іншим можливим застосуванням мережі Netsuku може бути реалізація стільникових мереж без участі телефонних операторів, оскільки алгоритми мережі потребують менше ресурсів (лише кілобайтів пам'яті) і тому можуть бути легко виконані на сучасних мобільних телефонах, хоча реальні застосування такого роду наразі існують лише теоретично.

## Зовнішні посилання
- netsukuku.freaknet.org — офіційний сайт «Netsukuku». (англ.)
- www.freaknet.org — FreakNet MediaLab
- Netsukuku — свой собственный интернет [Netsukuku - свій власний інтернет] (рос.).
- Міжнародний союз електрозв'язку в рамках Всесвітнього саміту з питань інформаційного суспільства (WSIS) з метою стимулювання нових проєктів та партнерств для подолання цифрової нерівності, Netsukuku розглядається МСЕ як ефективна ініціатива щодо інформаційно-комунікаційної інфраструктури.
- [Netsukuku the Anarchial Parallel Internet у Wayback Machine (арх. 2012-06-17)]
- NTSKK - codice segreto rivoluzione — стаття про Netsukuku в італійському журналі Wired
- ANDNA: the distributed hostname management system of Netsukuku - Astrophysics Data System
- Netsukuku — Reddit
- Netsukuku Info Page
- Une alternative à Internet : Netsukuku — LinuxFr.org
- Netsukuku. Anarchopedia.